# Rubén Ceja
Rubén Ceja (* 22 de agosto de 1940 en Huescalapa, Jalisco, México - † 29 de enero de 2017 en Santa Ana, California, Estados Unidos) fue un futbolista mexicano, que jugaba en la posición de delantero. Jugó para el Club Deportivo Guadalajara de 1957 a 1964 y también participó con el Club de Fútbol Nuevo León en Segunda División.
Debutó con el primer equipo en la edición de 1960 de la Copa México, en un partido frente al Club León, el cual terminaría con marcador de 2 goles a 1, favorable al equipo rojiblanco. Los dos goles de las Chivas fueron anotados por Ceja.

## Clubes
| Club        | País   | Año         |
| ----------- | ------ | ----------- |
| Guadalajara | México | 1957 - 1964 |
| Nuevo León  | México | 1964 - 1966 |